# Wiley P. Harris
Wiley Pope Harris (* 9. November 1818 nahe Holmesville, Pike County, Mississippi; † 3. Dezember 1891 in Jackson, Mississippi) war ein US-amerikanischer Politiker und Kongressabgeordneter für Mississippi.

## Werdegang
Wiley Pope Harris wurde am 9. November 1818 nahe Holmesville, Pike County, Mississippi geboren. Er besuchte die Gemeinschaftsschulen und die University of Virginia in Charlottesville. Er graduierte 1840 an der Rechtsabteilung des Transylvania College in Lexington, Kentucky, bekam im gleichen Jahr seine Zulassung als Anwalt und begann dann in Gallatin, Copiah County, Mississippi zu praktizieren. Danach war er zwischen 1844 und 1850 Amtsrichter (engl. circuit judge) des zweiten Bezirks. Er war auch Mitglied der staatlichen Verfassungskonvente von 1850, 1861, sowie 1890. Harris wurde als Demokrat 1853 in den dreiunddreißigsten Kongress gewählt, wo er vom 4. März 1853 bis zum 3. März 1855 tätig war. Er entschloss sich 1854 für eine Wiederwahl nicht zu kandidieren und kehrte zu seiner Tätigkeit als Anwalt in Jackson, Mississippi zurück. Später war er 1861 ein Deputierter im provisorischen Konföderiertenkongress der konföderierten Staaten von Amerika. Nach dem Amerikanischen Bürgerkrieg kehrte er nach Jackson, Mississippi zurück, wo er seine Tätigkeit als Anwalt fortsetzte. Er starb dort am 3. Dezember 1891 und wurde auf dem Greenwood Cemetery beigesetzt.